# Крайст-Черч (Барбадос)
Крайст-Черч — одна з одинадцяти парафій Барбадосу, розміщена у південній частині острова. Площа становить 57 км².
Крайст-Черч межує на півночі з парафією Сент-Джордж, на заході — з парафією Сент-Майкл та на сході — з парафією Сент-Філіп.

## Видатні постаті
- Ширлі Чізголм — перша темношкіра жінка, обрана до палати представників США.
- Даг Фреш — відомий бітбоксер та репер (1980-ті-1990-ті) народився в парафії.
- Джефферсон Джонс (1954-) — народився у Крайст-Черч, потім переїхав до Англії, де виступав за крикетний клуб Berkshire County Cricket Club.
- Гарольд Бернард Сент-Джон — 3-й прем'єр-міністр Барбадосу, народився у парафії Крайст-Черч